# Jean Baptiste Madou

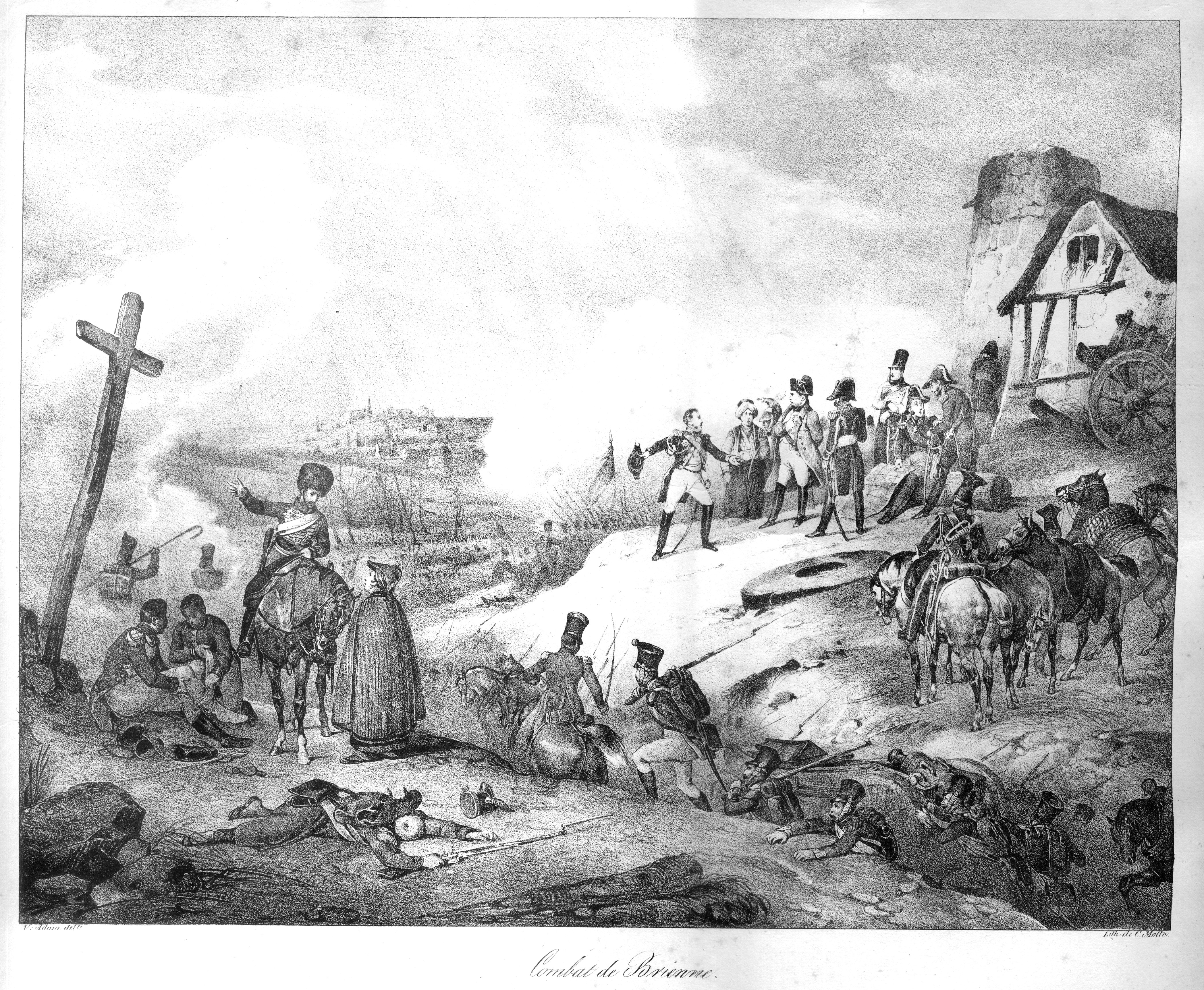
Litografia Combat de Brienne (1827) z cyklu Życie Napoleona

Jean Baptiste Madou (ur. 3 lutego 1796 w Brukseli, zm. 31 marca 1877 tamże) – belgijski malarz i litograf.
Studiował w Akademii Sztuk Pięknych w Brukseli. Działalność artystyczną rozpoczął w 1820, kiedy został zatrudniony przez wydawnictwo Jobard. Pracując tam w charakterze litografa wykonywał mapy, ilustracje książkowe, winiety i portrety. W latach 1825–1827 powstały Malarskie obrazy Belgii (202 arkusze), Życie Napoleona (144 arkusze), Belgijskie i holenderskie stroje stare i nowe. Talent doszedł w pełni do głosu w litografiach wydanych w Paryżu w 1836, a obrazujących życie Belgów i społeczeństwa europejskiego od czasów Ludwika IX po współczesność. W tym samym roku Madou zdobył złoty medal w Brukseli.
Duże uznanie zyskały Sceny z życia malarzy flamandzkich i holenderskich szkół (1840). Oryginały tych kompozycji artysta wzbogacił akwarelami.
Od 1840 Madou zaczął malować farbami olejnymi. W licznych obrazach, zarówno akwarelach, jak i olejnych, malarz ten pokazał szeroki obraz życia różnych grup społeczeństwa Belgii XVIII wieku.
W wieku 68 lat Jean Baptiste Madou dekorował hol swego domu serią obrazów przedstawiających sceny z bajek La Fontaine’a, a w 10 lat później wykonał na zamówienie króla Leopolda II serię obrazów do jego pałacu w Ciergnon.

## Wybrane prace
- Święto w pałacu, 1851, Bruksela,
- W oberży, 1856, Antwerpia,
- Strażnik wiejski, Verviers.